# Осевјел
Осевјел (фр. Aussevielle) насеље је и општина у југозападној Француској у региону Аквитанија, у департману Атлантски Пиринеји која припада префектури По.
По подацима из 2011. године у општини је живело 791 становника, а густина насељености је износила 242,64 становника/km². Општина се простире на површини од 3 km². Налази се на средњој надморској висини од 152 метара (максималној 241 m, а минималној 135 m).

## Демографија
| 1962. | 1968. | 1975. | 1982. | 1990. | 1999. | 2011. |
| ----- | ----- | ----- | ----- | ----- | ----- | ----- |
| 99    | 126   | 185   | 258   | 406   | 479   | 791   |

График промене броја становника у току последњих година